# トマソ・アントニオ・ヴィターリ

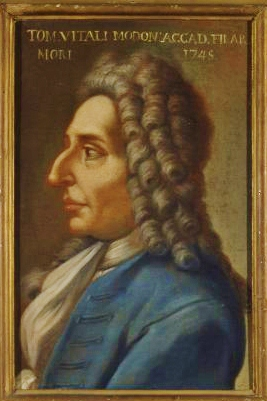
トマソ・アントニオ・ヴィターリ

トマソ・アントニオ・ヴィターリ（Tomaso Antonio Vitali、1663年3月7日 ボローニャ? - 1745年5月9日 モデナ）は、イタリアのヴァイオリニストにして作曲家。父も有名な音楽家ジョヴァンニ・バティスタ・ヴィターリ（Giovanni Battista Vitali）である。

## 人物
1674年に父がモデナのエステ家の宮廷副楽長に就任すると、ヴィターリも同行し、翌年には宮廷楽団のメンバーとなった。アントニオ・マリア・パッキオーニから作曲法を学び、1707年には宮廷楽長に昇進した。その後1745年に死去するまでモデナにとどまった。
弟子にはエヴァリスト・ダッラーバコ、ジャン＝バティスト・スナイエ、ルカ・アントニオ・プレディエリらがいる。
彼の作品は、すべて器楽作品である。ソロ作品やトリオソナタといった作品は彼の父やアルカンジェロ・コレッリの影響を受けている。主要作品に「2つのヴァイオリン、チェロ、通奏低音オルガンのソナタ　作品番号1」（モデナ、1693年）や「ヴァイオリンとチェロとチェンバロのソナタ　作品番号4」(モデナ, 1701年)がある。

## 文献
- Reich, Wolfgang. 1970. "Sein oder nicht sein? Nochmals zur 'Chaconne von Vitali'". Die Musikforschung 23, no. 1 (January–March): 39–41.
- Newman, William S. 1972. The Sonata in the Baroque Era, third edition. The Norton Library. New York: W. W. Norton & Company.
- Reich, Wolfgang. 1965. "Die Chaconne g-Moll: von Vitali?". Beiträge zur Musikwissenschaft 7:149–52.